# Maison Parcollet
La Maison Parcollet est une maison à pans de bois datant du XVe siècle. Elle se trouve à Saint-Dizier, dans le département de la Haute-Marne, à l'angle des rues Émile-Giros et Catel. Classée monument historique depuis 1945, elle avait échappé au grand incendie de 1775.

## Histoire
À la suite du grave incendie de 1775 qui détruisit la plus grande partie de la ville de Saint-Dizier, la Maison Parcollet et quelques autres maison en pans de bois, mitoyennes ou proches ont été épargnées.
Le noyau autour de la Maison Parcollet et du quartier Notre-Dame a conservé en partie ses parcelles médiévales et maisons en pans de bois .
En effet, on peut remarquer au rez de chaussée de la maison une belle et grande plaque foyère avec des fleurs de lys, dont l’inscription mentionne le millésime de 1569 :
« TES IVGE / MENS. D/ IEV. VE/RITABLE/BAIL LE / AV ROY/POVR .R/CGNER/PSAVL/ ME 7. Z /1569
Les premières plaques en fonte de cheminée datent de 1500. Elles étaient fabriquées généralement dans  les fonderies du nord est de la France, terres riches en minerais de fer et en bois.

## Description
La Maison Parcollet est une bâtisse à pans de bois et torchis occupant l’angle des rues Catel et Émile-Giros. Elle est mitoyenne de deux autres maisons à pan de bois  Ce type de constructions était très courant à l’époque médiévale en Champagne humide, du fait de la présence de nombreuses forêts de chênes .
La structure en pans de bois en reprend les dispositions classiques : sommiers, poteaux corniers, sablières hautes et basses moulurées, poteaux intermédiaires, potelets, écharpes, guettes, aisseliers, et entretoises moulurés, tous assemblés par tenons et mortaises ou queues d’aronde. Les poteaux sont également traités avec soin puisqu’ils sont décorés de colonnettes, tout comme les poteaux corniers qui présentent au niveau de l’étage une sculpture en dais ayant probablement abrité une statuette.
Le pan de bois est rempli de torchis (mélange d’argile et de paille hachée) posé sur les palançons (lattis de chêne ou peuplier . Ce torchis a été recouvert d’un enduit de finition à la chaux. Les menuiseries sont en bois. Les fenêtres sont équipées de vitraux, travaillées à l’ancienne : verre travaillé par soufflage, technique très souvent utilisée au Moyen Âge.
Dans l'arrière-cour se trouvent des fresques murales réalisées en 1992.

## Valorisation du patrimoine
La Maison Parcollet abrite aujourd'hui un restaurant.

## Photographies

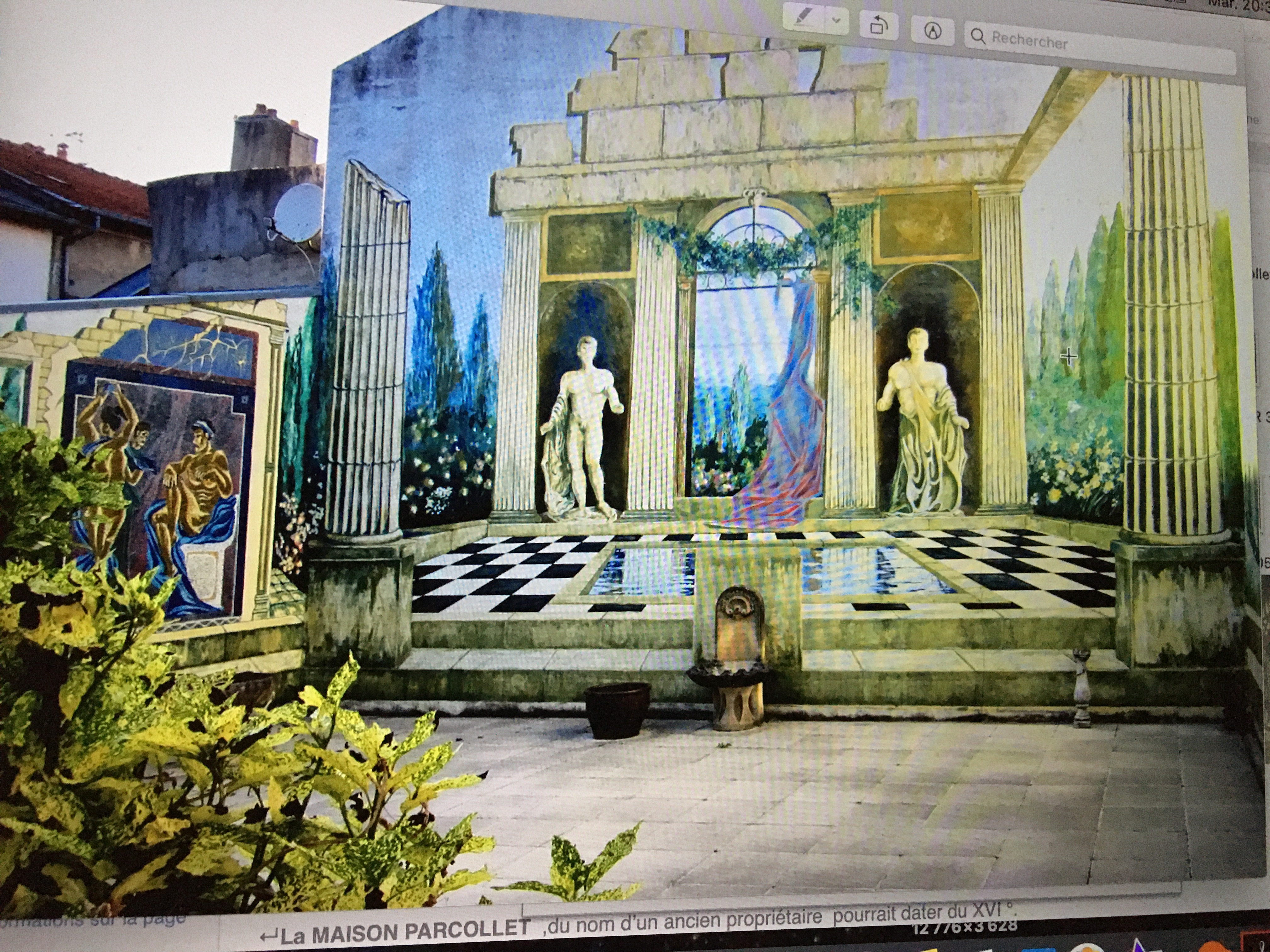
Fresques murales.
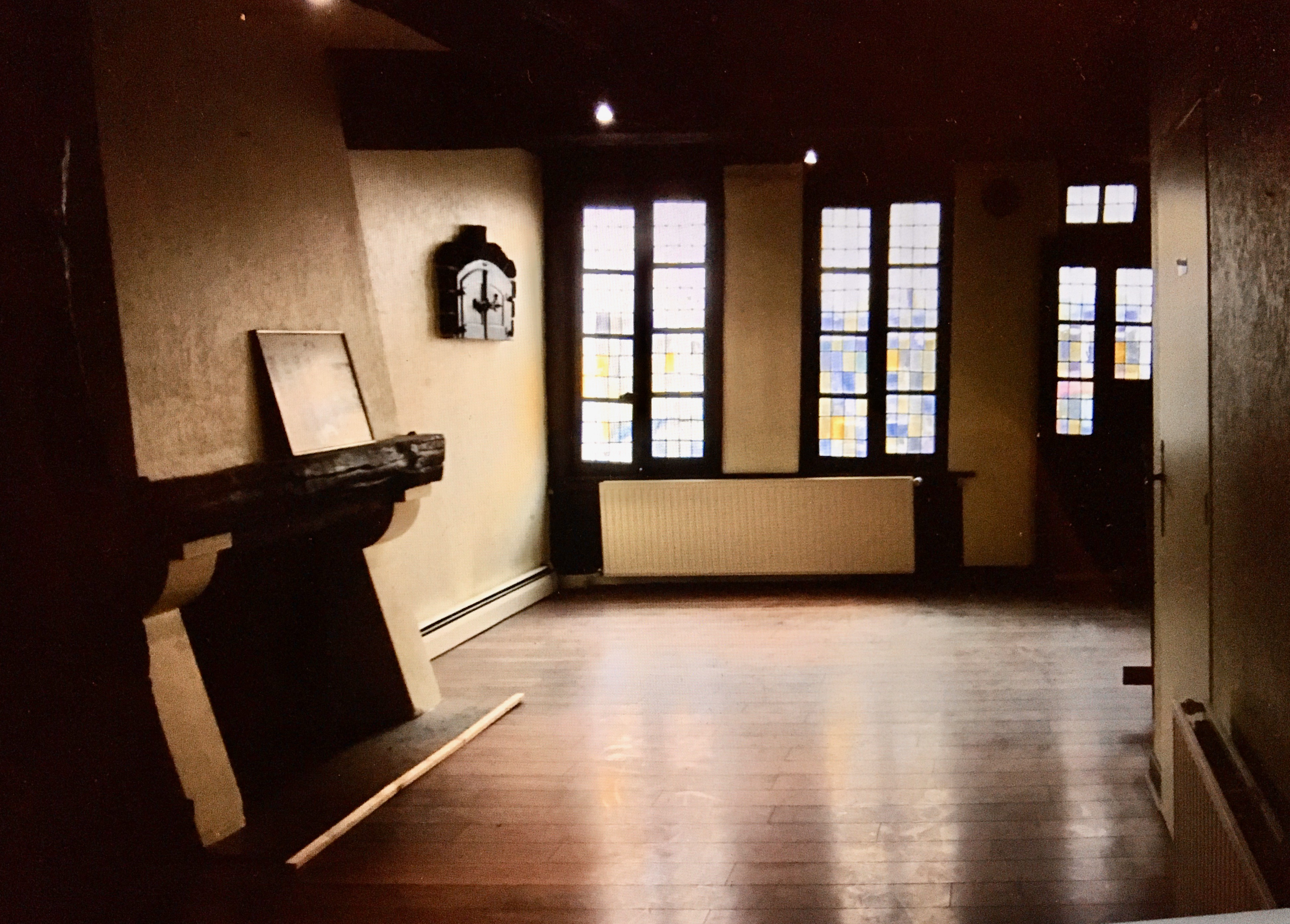
Autre photo.
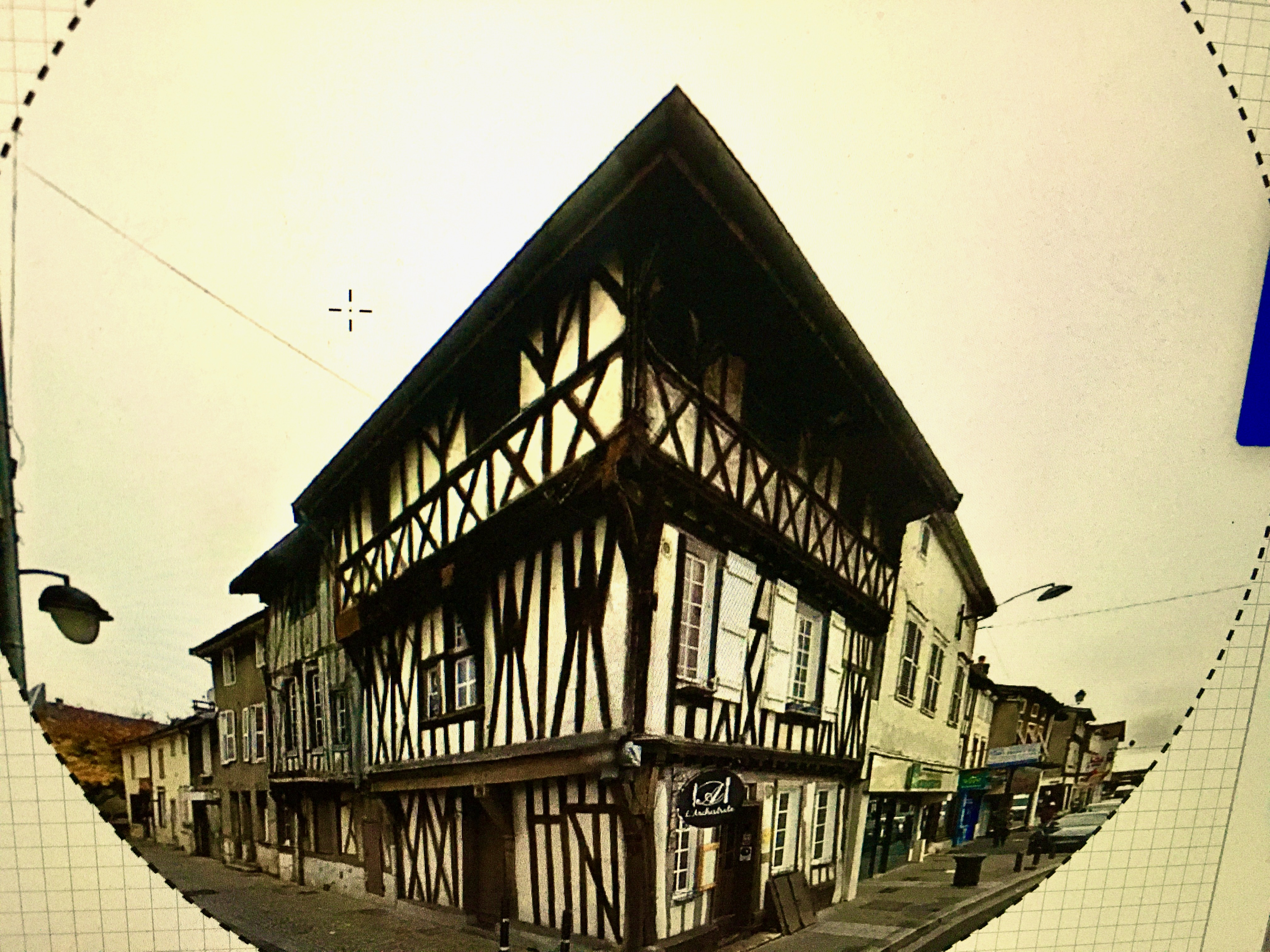
Autre photo.
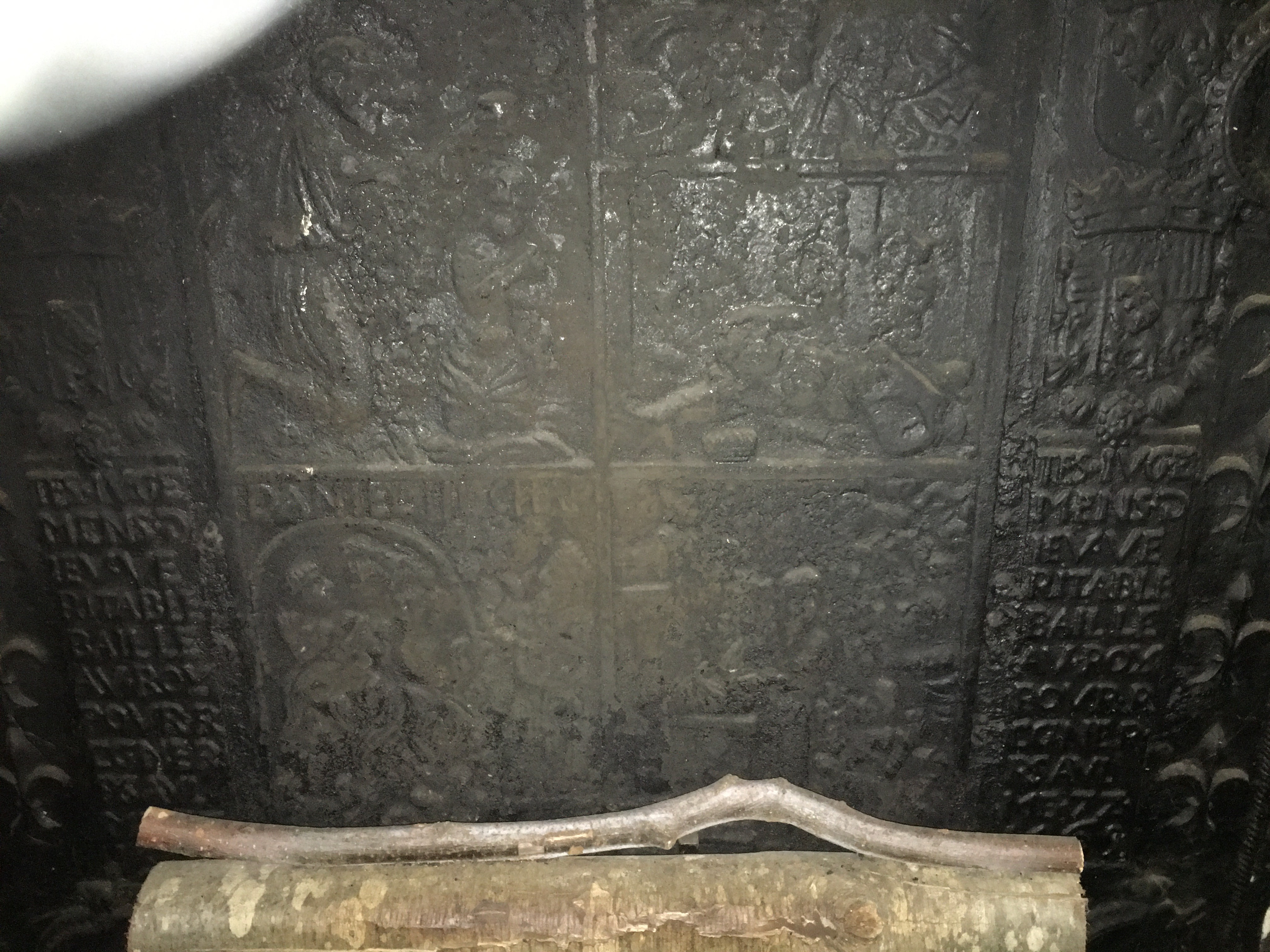
Plaque en fonte de 1569.

### articles connexes
- Liste des monuments historiques de la Haute-Marne
- Maison à colombages